# Антананариву (провинция)
Антананари́ву (малаг. Antananarivo) — провинция Мадагаскара с территорией 58 283 км² и населением 4 580 788 человек (июль 2001). Административный центр — столица страны город Антананариву.

## География
Провинция находится в центральной части страны, выхода к морю не имеет. На севере граничит с провинцией Махадзанга, на востоке — с провинцией Туамасина, на юге — с провинцией Фианаранцуа, на западе — с провинцией Тулиара.

## Административное деление
Административно подразделяется на 4 региона, которые в свою очередь делятся на 19 департаментов:

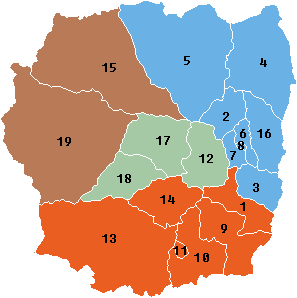
Регионы и департаменты провинции Антананариву

| - Регион Аналаманга (голубой цвет): - 2. Ambohidratrimo - 3. Andramasina - 4. Anjozorobe - 5. Ankazobe - 6. Antananarivo-Atsimondrano - 7. Antananarivo-Avaradrano - 8. Antananarivo-Renivohitra - 16. Manjakandriana - Регион Бунгулава (коричневый цвет): - 15. Fenoarivobe - 19. Tsiroanomandidy - Регион Итаси (зелёный цвет): - 12. Arivonimamo - 17. Miarinarivo - 18. Soavinandriana - Регион Вакинанкаратра (оранжевый цвет): - 1. Ambatolampy - 9. Antanifotsy - 10. Antsirabe Rural - 11. Antsirabe Urban - 13. Betafo - 14. Faratsiho |